# Paula Gunn Allen
Paula Gunn Allen, all'anagrafe Paula Francis Allen (Albuquerque, 24 ottobre 1939 – Fort Bragg, 29 maggio 2008), è stata una scrittrice, poetessa, critica letteraria e attivista LGBT statunitense.

## Biografia
Nata ad Albuquerque, in Nuovo Messico, trascorre la sua infanzia e compie gli studi scolastici a Cubero, una piccola località confinante con la riserva indiana di Laguna Pueblo, che lascerà un segno in tutta l'esistenza e l'opera della scrittrice.
Si laurea presso l'Università dell'Oregon e ottiene in seguito un dottorato di ricerca presso l'Università del Nuovo Messico, dove lavorerà come docente e avvierà le sue ricerche sulle religioni tribali.
Nonostante le sue ricerche siano state osteggiate da parte di storici e antropologi e accusate di eccessivo essenzialismo, The Sacred Hoop (uno dei suoi saggi più significativi) resta a tutt'oggi uno dei testi classici adoperati nei corsi universitari riguardanti gli studi sui Nativi americani e sulle donne (i cosiddetti women's studies).
Politicamente molto impegnata, la Gunn Allen ha scritto opere di poesia, prosa e racconti, principalmente riguardanti la tradizione della natìa Laguna Pueblo.
Nel 1986 ha pubblicato un vasto compendio sul ruolo della donna nella comunità dei Nativi americani degli Stati Uniti d'America, sostenendo che i colonizzatori hanno sminuito il ruolo delle donne native a causa della loro organizzazione patriarcale. Grazie alle sue tesi ha contribuito a stimolare l'interesse per le scrittrici femministe native.
Pubblicherà The woman who owned the shadows nel 1983.
All'interno di Life is a fatal disease: collected poems 1962-1995 sono racchiusi circa 30 anni delle sue poesie: si tratta della sua raccolta più celebre.
Durante la sua carriera ha ottenuto numerosi riconoscimenti quali l'American Book Awards nel 1990, il Native American Prize per la letteratura, il Premio Susan Koppelman e il Lifetime Achievement Award nel 2001.
Nel 2008 muore nella sua casa a Fort Bragg, in California.

## Opere

### Romanzi
- The woman who owned the shadows (1983)

### Poesia
- Life is a fatal disease: collected poems 1962-1995 (1997)
- Skins and bones: Poems 1979-1987 (1988)
- Shadow country (1982)
- A cannon between my knees (1981)
- Blind lion poems (1974)

### Saggi
- Off the Reservation: reflections on boundary-busting border-crossing loose canons (1998)
- Womanwork: Bridges: Literature across cultures (1994)
- Grandmothers of the light: a medicine women's sourcebook (1991)
- The Sacred Hoop: recovering the Feminine in American Indian traditions (1986)
- Studies in American Indian literature: critical essays and course designs (1983)

### Biografie
- Pocahontas: medicine woman, spy, entrepreneur, diplomat (2004)
- As long as the rivers flow: the stories of nine Native Americans (1996)